# Andreas Kirkerup
Andreas Johannes Kirkerup (9. juni 1749 i København – 22. oktober 1810 sammesteds) var en dansk arkitekt, hofbygmester og brandmajor. Han var en af sin periodes betydeligste klassicistiske arkitekter.

## Uddannelse
Andreas Kirkerup var søn af en tømrersvend, den senere tømrermester Johannes Andreasen Kirkerup (død 1755) og Dorothea Pedersdatter Wiese. Efter at have været i lære hos tømrermester Johan Boye Junge, der fik ham til at uddanne sig som arkitekt, gik han flere år på Kunstakademiet, hvor han vandt alle medaljer (lille og store sølvmedalje 1768, lille 1771 og store guldmedalje 1773). Den store guldmedalje gav ham adgang til uden mesterstykke at tage borgerskab som tømrermester 1774.

## Karriere
Han var arkitekt for Ingeniørkorpset og blev som en af stadens mest ansete tømrermestre udnævnt til hoftømrermester i 1775 og hofbygmester i 1791. Han var en af de vigtigste elever af arkitekten C.F. Harsdorff, men led samtidig også i nogen grad under, at de fleste opgaver gik til hans læremester og ikke til ham selv. Samtidig spændte Kirkerups indsats vidt – fra herregårde og lystanlæg til borgerhuse og offentlige militærbygninger. Liselund Slot og Næsseslottet er to værker, der tilskrives Kirkerup, og som sammen med Det Kinesiske Lysthus i Frederiksberg Have er blandt hans mest forfinede og elegante bygninger. Stort set alle Kirkerups overlevende værker er blevet fredet.
Parallelt med sin uddannelse på Akademiet blev han i 1772 sprøjtemester i brandkorpset og steg gennem alle grader, indtil han i 1801 blev 1. meddirektør og 1803 brandmajor. I denne stilling indlagde han sig megen fortjeneste, navnlig for den ypperlige ledelse af slukningen under Københavns bombardement 1807. Han kom dog alvorligt til skade under slukningen den 3.-4. september og døde tre år senere af de skader, han pådrog sig. Han blev i 1808 en af de første Riddere af Dannebrog efter Dannebrogordenens omdannelse. Kirkerup er begravet på Frederiksberg Ældre Kirkegård.

### Genopbygningen af København
Kirkerup spillede en væsentlig rolle i genopbygningen af København efter branden i 1795 på flere måder. Hans beboelsesbygninger er fornemme repræsentanter for den borgerlige klassicisme, som Harsdorff havde indledt. Samtidig var han godgørende; han lod for egen regning husvildeboliger opføre for at afhjælpe den sociale nød.
Kirkerup var en del af en snæver kreds af Harsdorffs elever, venner fra akademitiden, der kom til at monopolisere opgaven med at genopbygge København. Disse bygmestre, bl.a. Andreas Hallander, Johan Martin Quist og Christian Martens, sås i loger, var skydebrødre i Det Kongelige Skydeselskab og var desuden involveret i brandkorpset og det borgerlige artilleri. De giftede sig med hinandens døtre og enker og stod faddere ved dåbshandlinger. Disse driftige bygmestre tjente samtidig store formuer på genopbygningen, idet de købte grunde, bebyggede dem og videresolgte disse.

## Familie
Kirkerup blev gift 1. december 1775 i København (Nikolaj Kirke?) med Clara Holst (1. oktober 1756 i København - 13. april 1835 på Frederiksberg), datter af brændevinsbrænder og rodemester, senere stadskaptajn Jens Peter (sen) (ca. 1724-1799, gift 2. gang 1778 med Anna Margrethe Bager, ca. 1739-1803, gift 1. gang 1758 med vognmand og gæstgiver Poul Nielsen Nyegaard, ca. 1711-1775) og Cathrine Handrup (1726-1772). Ægteskabet blev opløst, og hun ægtede derpå 1812 Boye Magens.

## Gengivelser
Han er gengivet i en pastel af Christian Horneman (1810, Det Nationalhistoriske Museum på Frederiksborg Slot) og i et portrætmaleri (Københavns Museum).

## Værker
- Stormgade 21, København (1780, nedrevet)
- Herregården Edelgave (1782)
- Herregården Store Frederikslund (1782-90)
- Pakhuset, gl. grynmølle, Strandgade, Christianshavn, København (1783, nedrevet)
- Bygninger i Dronninggårds have (ca. 1783)
- Tegning til hollænderi, herregårdsmejeri, med hestegang (1784)
- Tegning til pakhus, Grønland (1785)
- Standardtegning til beboelseshus på hvalfangerstation (1785)
- Tegning måske til en Herrnhuttermissionsstation (1785)
- Domkirken i Reykjavík (1787-96, nedrevet 1846)
- Husarkasernen, Grønningen, København (1789, nedrevet)
- Ombygning af Landkadetakademiet, Bredgade, København (1789, senere stærkt ombygget)
- Tre æresporte i anledning af kronprinsparret Frederik (VI, nedrevet) og Maries indtog i København (1790, nedrevet)
- Ombygning af Elefantapoteket, Købmagergade 8, København (1791-92, nedrevet)
- Liselund Slot, Møn, og bygninger i haven (1792, ifølge overslag af 19. februar 1790, interiører af J.C. Lillie)
- Hestgardekasernen, Frederiksholms Kanal, København (1792, nedbrændt 1798, genopført)
- Østergade 13, København (1793)
- Indretning af Christiansborg Slotskældre til bolig for 300 brandlidte (1795, sammen med Christian Martens)
- Beboelsesbygning for madam Brinch på Christiansborg Slotsplads, København (1795, nedrevet)
- 2 husvildebygninger, sammesteds (1795, for egen regning, nedrevet)
- Hjørnet af Nikolajgade 5 og Dybensgade 18, København (1795)
- Boliglænge for 50 brandlidte familier ved Østerport, København (1795, nedrevet)
- To længer for 84 familier langs Østervold, København (1795, nedrevet)
- Samme for 52 familier ved Vestervold, København (1795, nedrevet)
- Nytorv 27, København (1796, nedrevet)
- Nikolajgade 19, København (1796-97)
- Vestergade 7, København (1797)
- Hjørnet af Vester Voldgade 3 og Sankt Peders Stræde 40, København (1797, ombygget til hotel)
- Hjørnet af Skoubogade 8 og Skindergade 41, København (1797)
- Skindergade 41, København (1798-99)
- Det kinesiske Lysthus, Frederiksberg Have (1799-1801, tagets drager af billedhugger Frederik Tønder)
- Munderingsdepot og officersboliger ved Uldmanufakturet, Rigensgade 11, København (1799-1800)
- Teglgårdstræde 11, København (1800)

### Projekter
- Herregården Einsidelsborg, Fyn (1785)
- En toldbod, Christiania (1785)
- Tegning til Marienborg, Møn (Nationalmuseet)
- Ombygning af Danneskiold-Laurvigs Palæ, Bredgade til hotel (1780'erne, Danmarks Kunstbibliotek)
- Tegning til ombygning af Elefantapoteket (1791, Danmarks Kunstbibliotek)
- Sct. Hans Hospital ved Ladegården (1791-92, 4 tegninger i Rådstuearkivet)
- Ombygning af Grønlandske Handels Reberbane for Artilleriet (1793)
- Genopførelse af Christiansborg Slot (1795-1800)
- Ombygning af Nikolaj Kirkeruin til Nationalmuseum (1807)

### Tilskrivninger
- Corselitze, Falster (1775-77)
- Næsseslottet (Dronninggård), Holte (1783)
- Glasmagasinet, Christiania (1785, nedrevet)
- Pakhus, Strømsø (formentlig 1786, nedrevet)
- Generalens Lysthus, Corselitze (1786)
- Brede Hovedbygning (1795, interiører af J.C. Lillie)
- Nytorv 7, København (1795-96)
- Toldbodvej 6, København (ca. 1800)
- Tranekær Staldgård (ca. 1800)
- Tranekær Gl. Skole (ca. 1800)